# Blížejov

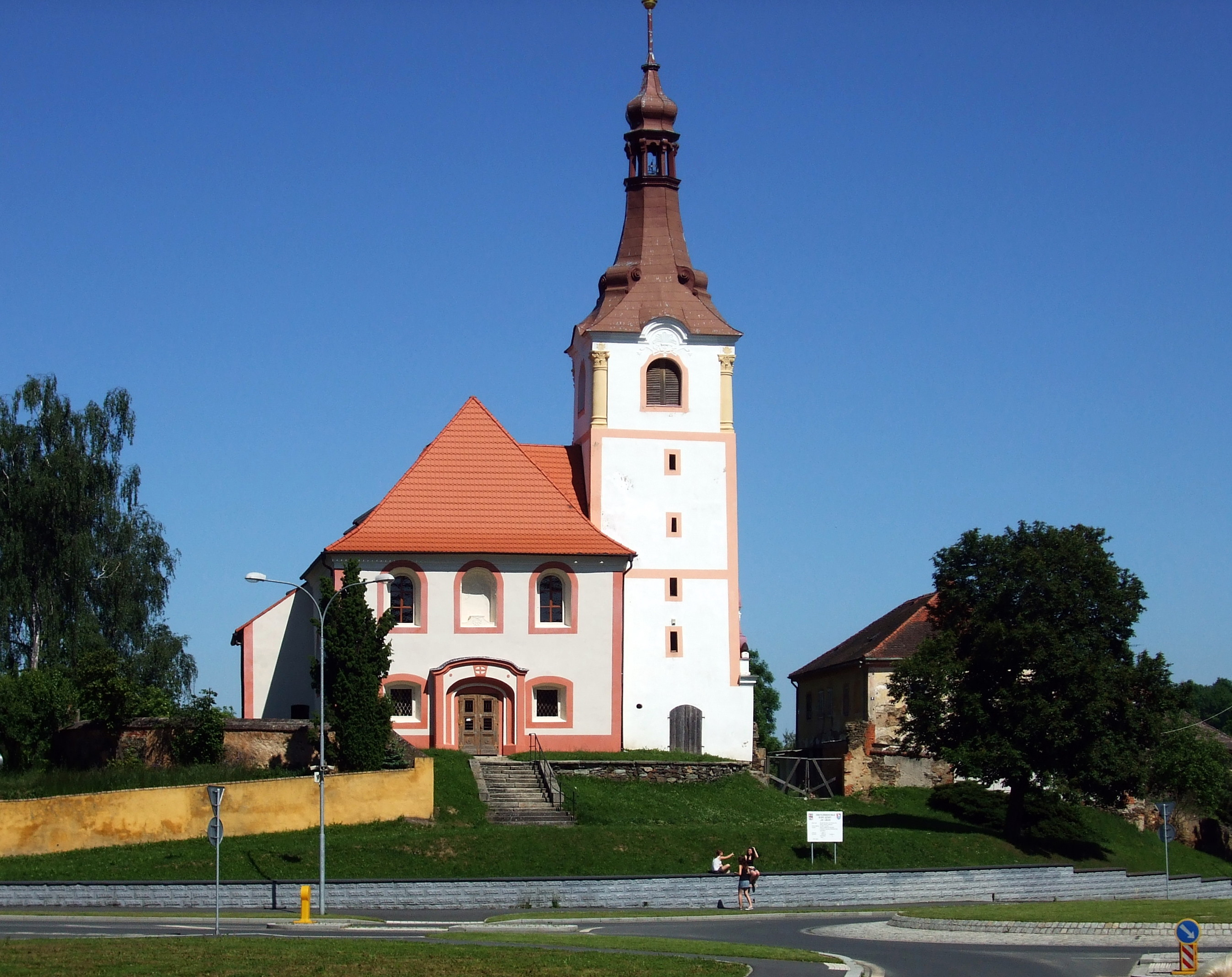
Kirche des hl. Martin

Blížejov (deutsch Blisowa) ist eine Gemeinde in Tschechien. Sie liegt sechs Kilometer südöstlich von Horšovský Týn und gehört zum Okres Domažlice.

## Geographie
Blížejov befindet sich linksseitig des Baches Zubřina in der Chodská pahorkatina. Das Dorf liegt an der Bahnstrecke Plzeň–Furth im Wald.

## Geschichte
Die erste urkundliche Erwähnung von Blíživa erfolgte im Jahre 1324.
Nach der Aufhebung der Patrimonialherrschaften bildete Blisowa ab 1850 eine Gemeinde im Pilsner Kreis und Gerichtsbezirk Bischofteinitz.
Nach dem Münchner Abkommen wurde Blisowa dem Deutschen Reich zugeschlagen und gehörte bis 1945 zum Landkreis Bischofteinitz.

## Gemeindegliederung
Die Gemeinde Blížejov besteht aus den Ortsteilen Blížejov (Blisowa), Františkov (Franzdorf), Chotiměř (Chotimiersch), Lštění (Elstin), Malonice (Malonitz), Nahošice (Nahoschitz), Přívozec (Pschiwosten) und Výrov (Weirowa).
Das Gemeindegebiet gliedert sich in die Katastralbezirke Blížejov, Chotiměř u Blížejova, Lštění nad Zubřinou, Malonice nad Zubřinou, Nahošice, Přívozec und Výrov u Milavčí

## Sehenswürdigkeiten
- Kirche des hl. Martin
- Kapelle des hl. Johannes von Nepomuk in Chotiměř